# Pierre d’Aubusson

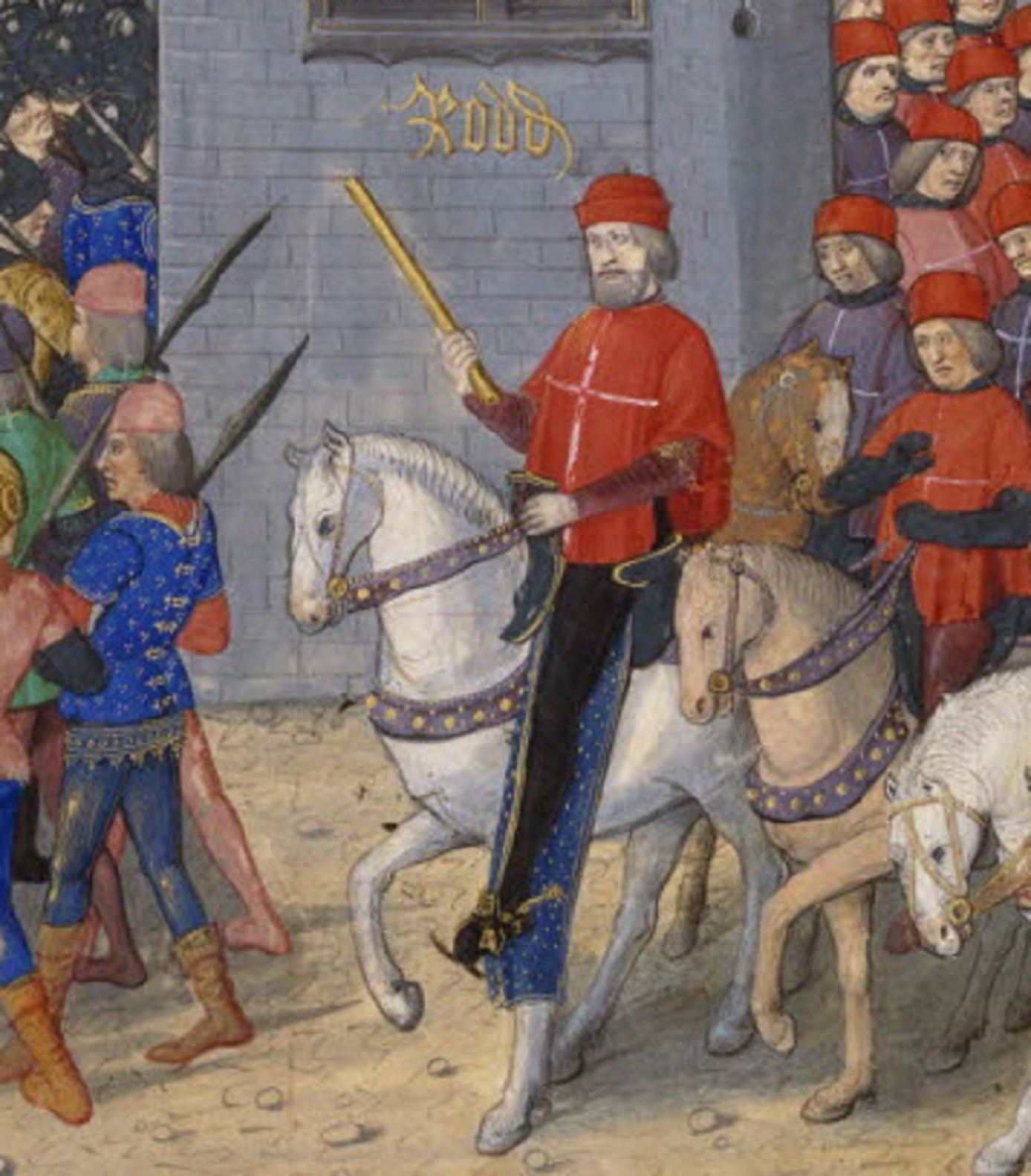
Kardinal Pierre d'Aubusson inspiziert die Truppen (Buchmalerei des Meisters des Kardinals von Bourbon im Werk Gestorum Rhodie obsidionis commentarii, etwa 1483–1484)

Pierre Kardinal d’Aubusson im Harnisch
Kupferstich um 1725

Kardinalswappen von Pierre d’Aubusson

Pierre d’Aubusson (genannt Schild der Kirche), auch Petrus Albussanus, (* 1423 in Le Monteil-au-Vicomte; † 3. Juli 1503) war von 1476 bis zu seinem Tod der 40. Großmeister des Johanniterordens und seit 1489 Kardinal der Römischen Kirche.

## Jugend
Er stammte aus altem französischen Adel, trat 1435 in den Dienst Kaiser Sigismunds und zog unter Erzherzog Albrecht von Österreich gegen die Türken. Beim Wiederaufflammen des englisch-französischen Krieges soll er sich 1437 bei der Belagerung von Montereau ausgezeichnet haben. Er zog mit den Armagnaken gegen die Schweizer und kämpfte 1444 bei St. Jakob an der Birs. Die Informationen zu seiner Jugendzeit bis 1444, die im 17. und 18. Jahrhundert veröffentlicht wurden, sind jedoch nicht verlässlich, da sie zumeist der Vorstellungskraft von R. P. Dominique Bouhours entsprangen, einem Jesuiten, der 1677 im Auftrag von Marschall d’Aubusson-La Feuillade eine Biographie von Pierre d’Aubusson herausgab.

## Ordensritter
1444 in den Johanniterorden, der seit 1309 auf Rhodos residierte, eingetreten, wurde d’Aubusson schon 1445 Ritter. 1454 wurde er Komtur von Salins, 1460 Kastellan von Rhodos mit Verantwortung für den rhodischen Festungsbau, dann Generalkapitän der Stadt, und schließlich 1472 Bailli von Lureuil. Nach dem Fall Konstantinopels (1453) erreichte er, dass der französische König Karl VII. anlässlich des Türkenkrieges die Erhebung des Zehnten von allen Kirchengütern gestattete und dem Johanniterorden 16.000 Goldtaler schenkte. Im Januar 1476 wurde d’Aubusson Mitglied des engeren Ausschusses von 16 Rittern, Procureur du trésor (Pfleger des Schatzes), und Großprior der auvergnischen Zunge.

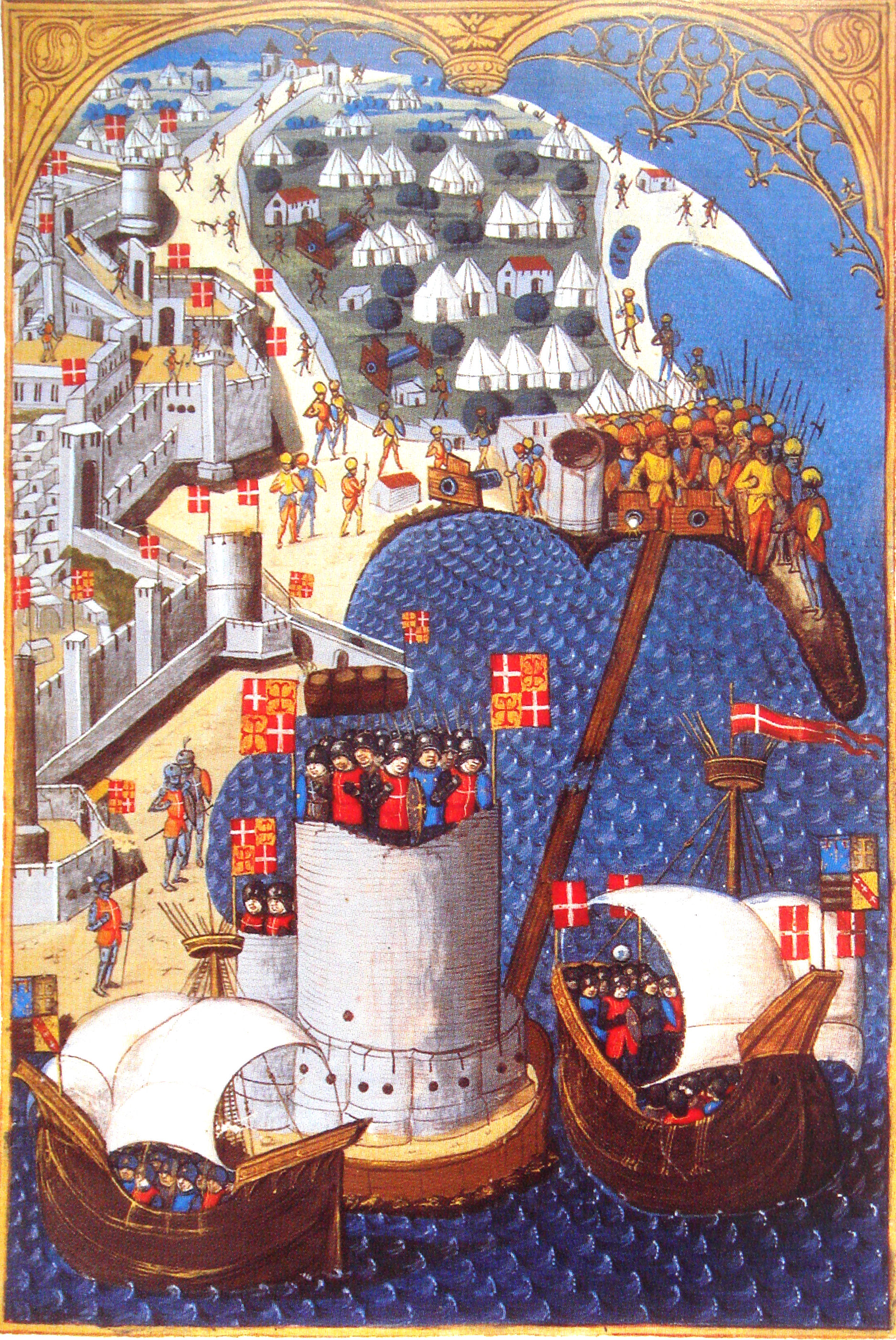
Die Belagerung von Rhodos 1480, zeitgenössische Darstellung von Guillaume Caoursin

## Großmeister und die Verteidigung von Rhodos
Am 17. Juni 1476 wurde d’Aubusson zum Großmeister des Ordens erwählt, als Nachfolger von Gian Battista Orsini. Als die Armee Sultan Mehmeds unter dem Oberbefehl von Mesih Pascha, einem Palaiologen, vom 23. Mai 1480 bis zum 28. Juli 1480 die Stadt Rhodos mit etwa 100.000 Mann belagerte, gelang es d’Aubusson, Stadt und Insel erfolgreich zu verteidigen. Vorher bereits war aufgrund eines Hilfeersuchens seinerseits, ein Heer mit den 450 besten Rittern des Ordens aus Frankreich und Italien, sowie 2.000 Soldaten unter seinem Bruder Antoine aus Frankreich zu Hilfe gekommen. Die Türken waren schließlich gezwungen, die Belagerung aufzugeben, und der im Kampf mehrfach verwundete d’Aubusson wurde im christlichen Europa als Held gefeiert und „Schild der Kirche“ genannt. Eine Chronik der Belagerung von Rhodos („Obsidionis Rhodiae urbis descriptio“) schrieb sein Vizekanzler und Historiograph (Geschichtsschreiber) des Ordens Guillaume Caoursin, einer der bedeutendsten Autoren seiner Zeit.

## Die Affaire Cem
Nach 1481 spielte d’Aubusson dann eine Rolle im Schacher um Cem, den Bruder des neuen osmanischen Sultans Bayezid II. Cem war im Kampf der beiden Söhne Mehmeds II. um dessen Nachfolge unterlegen und hatte bei den Rittern auf Rhodos Zuflucht gesucht und vom Großmeister und dem Generalkonvent freies Geleit zugesichert bekommen. Da Rhodos nicht als sicher genug galt, schickte d’Aubusson Cem, mit dessen Einwilligung, nach Frankreich, wo er sechs Jahre in verschiedenen Burgen des Ordens unter der Bewachung von d’Aubussons Neffen Guy de Blanchefort, der von 1512 bis 1513 dann selbst Großmeister war, gefangen gehalten wurde. D’Aubusson akzeptierte eine jährliche Zahlung von 45.000 Dukaten von Sultan Bayezid dafür, dass er Cem daran hinderte, sich an die Herrscher Europas um Hilfe gegen seinen Bruder zu wenden. 1489 wurde Cem an Papst Innozenz VIII. ausgeliefert, der mit den Königen von Ungarn und von Neapel um den Besitz dieser wertvollen Geisel gewetteifert hatte. Von da an erhielt der Papst die jährliche Zahlung aus Istanbul. D’Aubusson erhielt als Gegenleistung kurz darauf, am 9. März 1489, für sich und seine Nachfolger als Großmeister die Kardinalswürde, und der Orden erhielt den gesamten italienischen Besitz des Ritterordens vom Heiligen Grab sowie eine große Anzahl der italienischen Komturen des Lazarus-Ordens. An der Papstwahl 1492 (Alexander VI.) nahm d’Aubusson jedoch nicht teil. Cem starb 1495 in Neapel.

## Die letzten Jahre
Die letzten Jahre seines Lebens versuchte d’Aubusson, den Orden innerlich zu straffen und einen Kreuzzug gegen die Osmanen zu organisieren. Ein von ihm 1501 geleiteter Feldzug gegen Mytilini schlug wegen Streitereien in seinem Aufgebot fehl. Verbittert widmete er sich danach der Ausrottung des Judentums auf Rhodos, indem er alle erwachsenen Juden auswies und die Kinder gewaltsam taufen ließ.